# 村山輝星
村山 輝星（むらやま きらり、2010年〈平成22年〉4月8日 - ）は、日本の女優、タレント、元子役。東京都出身。劇団東俳所属。

## 人物
- ボーイッシュなベリーショートヘアがトレードマークでありチャームポイントのひとつ。2017年の配信ドラマ「イタズラなKiss THE MOVIE 番外編2 History of NAOKI〜直樹の受難」に“内田かずお”という男子の役で出演した際には、演技が自然だったこともあり、本人も男子だと思った視聴者もいたという。
- 特技は英語、ピアノ、トライアスロン。トライアスロンは両親[注 1]の趣味であったこともあり、3歳になるころには自転車に乗り始めたという。小学校に入学したころから大会にも出場している。2018年オールキッズトライアスロン大会・小学2年生の部では30名中28番、2019オールキッズトライアスロン大会・小学3年女子の部では総合で44位を記録している[2]。そのうえ、亡き父との約束を果たすため、2022年8月28日放送の日本テレビチャリティ特番『24時間テレビ45』内での企画として、51.5kmのトライアスロンに挑戦し、無事にゴール出来たことで10年越しの約束を果たせた[注 2]。
- 落語家の立川志らくが村山のファンであると公言している。2018年12月16日放送の日本テレビバラエティ番組「行列のできる法律相談所 辛口芸能人が大絶賛の人・モノSP」に志らくが出演した際に、村山がゲストとして出演。似顔絵をプレゼントされた志らくは頬を紅潮させて喜んでいた[3]。
- 2020年9月25日、YouTubeに「村山輝星のきらりチャンネル」を開設。様々なことにチャレンジする企画や自身の仕事に関する動画を主にアップしている。
- 子供向け教育番組以外にもバラエティ番組、CM出演、ナレーションなど、活動の幅を広げている。
- 兄弟はおらず、ひとりっ子であることをYouTube「村山輝星のきらりチャンネル」内の100の質問コーナーで明かしている。

## 主な出演

### テレビ
- えいごであそぼ with Orton（2017年度 - 2020年度、NHK Eテレ）- レギュラー
- Live News it!（2019年、フジテレビ） - タイトルコール
- マトヤマ家の時間だよ!（2022年3月30日、NHK Eテレ） - パパ 役
  - ウェルカム!よきまるハウス（2022年8月8日 - （月1回）、NHK Eテレ） - パパ役
- はじめての美術館（2023年4月9日 - （月2回）、TOKYO MX） - 輝星ちゃん
- オオカミ少年 ハマダ歌謡祭（2023年5月5日 - 、TBS） - ルーキー世代（不定期出演）
- ストレッチマンGO!（2023年8月11日 - （月1、2回）、NHK Eテレ） - ストレッチマンゴー役
- みんな集まれ!こどもうたまつり（NHK Eテレ、2024年5月5日、）ストレッチマンゴー役

特番
- 犯人はコイツだ!〜生活の中に潜む悪いヤツを発見〜（2019年4月28日、フジテレビ）- ちびっこ探偵団
- お値段追求バラエティ じいや、アレ買ってきて（2019年7月28日、フジテレビ） - お嬢様
- カリモノ家族の大作戦（2020年8月15日、テレビ東京） - 娘
  - キャンプ家族の大作戦（2021年8月8日、テレビ東京） - 娘
  - キャンプ家族の大作戦 房総半島で春キャンプ（2022年4月24日、テレビ東京） - 娘
- 発想転換!世界を変えるシン・キング（2021年8月20日 - 2022年12月10日、NHK総合）[4]
- 吉住のアナタとコント（2021年12月9日、日本テレビ） - 1人目のアナタ[5]
- 24時間テレビ 愛は地球を救う45（2022年8月28日、日本テレビ） - トライアスロン挑戦
  - 24時間テレビ 愛は地球を救う46（2023年8月28日、日本テレビ） - イッテQ！遠泳部
- ハロー♪宇宙天気予報（2023年3月29日・30日、BS12 トゥエルビ）[6]

### WEB番組
- ウィズガスおウチで親子クッキングチャンネル（2022年、日本ガス協会）

### テレビドラマ
- しろめし修行僧 第8話（2022年5月28日、テレビ東京）- 志島円香 役[7]
- 軍港の子 〜よこすかクリーニング1946〜（2023年8月10日、NHK総合） - ヒロイン・坂井凪子 役[8]
- 天狗の台所（2023年10月5日 - 12月7日、BS-TBS・BS-TBS 4K） - 比良山珠緒 役[9]
- クラスメイトの女子、全員好きでした（2024年7月11日 - 9月12日、読売テレビ・日本テレビ系） - 志村華 役[10]

### 配信ドラマ
- イタズラなKiss THE MOVIE 番外編 第2話 History of NAOKI〜直樹の受難（2017年、ゲオチャンネル） - 内田かずお 役[1]

### ラジオドラマ
- FMシアター「おしゃべりなバディ」（2023年12月16日、NHK FM） - 山崎紗良 役

### オーディオドラマ
- イヤードラマ「小5の娘にダメ出しされた!」（NUMA） - 杉本栞 役

### 舞台
- 座 プロローグ
  - 風に任せて（2020年、劇・若竹第2回公演・2021年） - 幸田拓海 役
  - 銀河鉄道の夜（2020年） - クレア 役
  - ピノッキオ（2021年） - 主演・ピノッキオ 役
  - 真夏の夜の夢（2021年） - パック 役
  - 白雪姫（2022年） - ゾフィー(林檎売り） 役
  - 夢のうらしま物語（2023年） - 主演・浦島太郎 役
- 土がくれたほほえみ（2023年、あうるすぽっと） - 野村舞依（A班）役

### CM・広報
- ギノーみそ「伊予のみそ汁」- ナレーション[1]
- 厚生労働省「働き方改革応援団2」（2020年1月31日 - 2020年2月9日）[11]
- Honda Cars店
- 麦飯石の水 - イメージキャラクター（初代、2023年以降もサウンドロゴのまま継続）
- KDDI au三太郎シリーズ - 桃姫 役
  - 「つながる歌」篇（2021年8月 - ）[12][13]
  - 「進め！そっちだ！」篇（2022年1月1日 - ）[14]
  - 「応援を応援したい」篇（2022年1月7日 - ）[15]
- マクドナルド「チキンマックナゲット」
  - 「パパの気のせい」編（2021年11月23日 - ）[16]
- 野田塾（2021年 - ）[17]
- パナソニックホールディングス「幸せ時間の物語」編]（2023年4月 - ） - カフェマスター 役
- つや姫（2023年11月 - ）[18]
- アストラゼネカ（2023年）
- 財務省「国債」（2024年） - webCM
- シニアジョブ（2024年）
- 東京都「熱中症対策動画」（2024年）

### その他
- 警視庁2023年度交通安全広報大使（2023年）
- こどもスマイルムーブメント こどもアンバサダー（2023年）